# تپه که لک
تپه که لک مربوط به هزاره ۵ قبل از میلاد - عصر مفرغ - عصر آهن است و در شهرستان کوهدشت، بخش طرهان، دهستان طرهان، ۷۵۰ متری شرق روستای کل سرخ واقع شده و این اثر در تاریخ ۲۸ اسفند ۱۳۸۵ با شمارهٔ ثبت ۱۸۵۸۳ به‌عنوان یکی از آثار ملی ایران به ثبت رسیده است.